# Buenaventura Pollés y Vivó
Buenaventura Pollés y Vivó (Barcelona, 1856-Sevilla, 1918) fue un arquitecto y acuarelista español.

## Arquitecto
Descendiente de una familia de Villanueva y Geltrú (provincia de Barcelona) comenzó su carrera en la Escuela de Arquitectura de Madrid, terminándola en la de Barcelona (1880). Aficionado a la pintura, su sentido de colorista, como dice Bassegoda «le llevó a pintar a Venecia, de donde pasó a Sevilla, tomando a su cargo la dirección de la suntuosa morada de Don Miguel de los Santos Sánchez Dalp».
Fue el arquitecto municipal de Villanueva; allí dirigió la construcción del cementerio, restauró la iglesia de San Antonio, erigió, por encargo de Víctor Balaguer, la Casa de Santa Teresa, aneja al Museo-Biblioteca, fundado por aquel ilustre poeta.
En Barcelona también dejó huellas de su talento, dirigiendo la restauración del Fomento del Trabajo Nacional en la plaza de Santa Ana y en otras construcciones, debiendo mencionarse especialmente entre sus trabajos la dirección de la construcción del Hotel Internacional para la Exposición Universal de 1888 y en la que trabajó como ayudante del distinguido arquitecto Domènech i Montaner. Falleció el 28 de abril de 1918 en Sevilla.

## Acuarelista
Durante los frecuentes viajes que hizo por Europa, pues su holgada posición le permitía este placer, pintó numerosas acuarelas, que expuso en Salón Parés (1901) y en el de Arquitectura de Barcelona (1916), obteniendo sus producciones mucho éxito; también figuró una colección de sus acuarelas en la Exposición Iberoamericana de Sevilla. Sus cuadros la Salute, de Venecia, el Generalife , de Granada, la Sala capitular, de la catedral de Toledo, etc. revelan su talento pictórico.